# Луценко, Иван Митрофанович
Иван Митрофанович Луценко (23 февраля (7 марта) 1863, село Кейбаловка Пирятинского уезда Полтавской губернии — 7 апреля 1919, близ Староконстантинова) — украинский врач-гомеопат, политический и военный деятель.

## Семья
Отец — дворянин Митрофана Иосифович Луценко, в прошлом писец Пирятинского уездного суда. Мать — Анна Иосифовна, дочь фельдшера. Жена — Мария Прокофьевна, урождённая Подпалова, дочь унтер-офицера. Дети — Анастасия (род. 1887), Измаил (род. 1890), Ифигения (род. 1893).

## Образование
Окончил гимназию в городе Лубны (1882). С 1882 учился на математическом отделении физико-математического факультета Санкт-Петербургского университета, с 1883 — на естественном отделении этого же факультета, которое окончил в 1887 со степенью кандидата. Тема кандидатской работы: «Табачная культура в Малороссии и табачный кризис 1883—1884 годов» (частично опубликована в № 23-24 журнала «Сельский хозяин» за 1889 под заглавием «Культура махорки»). Окончил Военно-медицинскую академию в Санкт-Петербурге (1891, получил диплом лекаря с отличием). Доктор медицины (1893; тема диссертации: «К учению о куриной слепоте. (История одной эпидемии куриной слепоты и очерк учения об этой болезни)», защищена в Военно-медицинской академии).

## Медицинская деятельность
В 1891—1893 служил военным врачом, в августе-октябре 1892 был командирован в Кубанскую область для борьбы с холерой. Участвовал в борьбе с эпидемией куриной слепоты (Hemeralopia) в лагерях русской армии в Бессарабии, на основе этих событий подготовил докторскую диссертацию. С 1893 жил в Одессе, практиковал в качестве частного врача, был членом Общества одесских врачей, на заседании которого выступал с докладами по нетрадиционной медицине, вызывавшими острую полемику.
С 1894 был членом правления Одесского общества последователей гомеопатии (ООПГ) с 1895 публиковал статьи в петербургском журнале «Врач-гомеопат». Перевел с немецкого языка работу Артура Шперлинга «Гомеопатическая фармакология. Критический этюд» (СПб, 1896). После раскола в ООПГ в 1898 стал одним из основателей Одесского ганемановского общества, названного в честь основателя гомеопатии Самуэля Ганемана. Был бессменным секретарем и казначеем этого общества, руководил аптекой общества и действовавшей при ней амбулаторией. Публиковал свои статьи в журнале «Вестник гомеопатической медицины», в 1903—1904 был его редактором. В 1910 опубликовал в Одессе свой перевод книги «Клиническая фармакология. Курс лекций, читанных в Ганемановской медицинской коллегии в Филадельфии профессором Э. А. Фаррингтоном» (переиздана в Москве в 1936 и в Киеве в 1992). В октябре 1913 был одним из секретарей I Всероссийского съезда последователей гомеопатии, состоявшегося в Санкт-Петербурге. Читал лекции по популярной медицине в Одесской духовной семинарии и на женских медицинских курсах. Увлекался языком эсперанто. Имел чин надворного советника.
Во время Первой мировой войны служил военным врачом. В мемуарах украинского генерала Михаила Омельяновича-Павленко назван полковником (по состоянию на 1917) — у военных врачей этому чину соответствовал чин коллежского советника.
Автор ряда работ по медицине, в том числе:
- К вопросу о значении теории вероятностей для медицины // Врач, 1888, № 50.
- К учению о куриной слепоте. (История одной эпидемии куриной слепоты и очерк учения об этой болезни). СПб., 1893.
- Корь и её лечение. Одесса, 1899.
- Геморрой и его лечение. Одесса, 1900, 1904, 1910 (3 издания).
- Скарлатина и её лечение. Харьков, 1900.
- Дифтерит и его лечение. Харьков, 1900.
- Брюшной тиф. Одесса, 1903.
- Эпидемический цереброспинальный менингит. Одесса, 1905.
- Холера, её сущность и способы борьбы с нею. Одесса, 1908.

## Деятель украинского национального движения
Был одним из организаторов и первым председателем правления одесского украинского культурологического общества «Просвіта». В 1905 был избран депутатом одесского совета от Украинской демократической партии, выступал на митингах. В январе 1906 основал первую в Одессе украинскую газету «Народное дело», вскоре закрытую властями. Один из основателей «Братства Тарасівців».
Весной 1917 стал заместителем председателя Украинской партии самостийников-социалистов. 26 апреля 1917 на учредительном собрании воинов-украинцев в Одессе был избран председателем Украинской войсковой рады, действовавшей в Одесском военном округе, на Черноморском флоте и Румынском фронте. На I Всеукраинском войсковом съезде (18-20 мая 1917) избран членом Украинского генерального войскового комитета. В 1917 являлся членом Центральной рады. Являлся генеральным хорунжим Вольного казачества. В 1918 — руководитель одесского отделения Национального союза, политической организации, находившейся в оппозиции режиму гетмана Павла Скоропадского.
Участвовал в восстании против Скоропадского, глава гражданского управления Украинской народной республики (УНР) на Херсонщине. В декабре 1918 руководил вооружёнными формированиями Директории УНР, вступившими в Одессу 11 декабря, но после высадки французского и добровольческого десанта с боями отступивших из города (к 20 декабря). Организовал одесский студенческий отряд и, в феврале 1919, Подольский кош Действующий армии УНР (из уездных команд и сотен Херсонской и Подольской губерний). Во время отступления войск УНР во главе отряда атаковал бронепоезд Красной армии и погиб в бою с подоспевшей красной конницей.

## Память об Иване Луценко
В сентябре 1996 года, во время работы в Одессе съезда Всемирной федерации украинских врачебных обществ, на фасаде дома, где длительное время жил Иван Луценко (ул. Пастера, 52), в его память была установлена мемориальная доска.
В октябре 2003 года Ассоциация гомеопатов Украины провела в Киеве VI Международный гомеопатический конгресс, посвящённый памяти Ивана Луценко.
По инициативе хмельницкого молодёжной организации «Пластовый рух Сокіл» и при поддержке местной городской и районной власти, 14 января 2012 года состоялось торжественное открытие памятной мемориальной доски на фасаде железнодорожной станции Красилов (Хмельницкая область) в память о Луценко.
1 октября 2024 года, 43 отдельный полк связи и радиотехнического обеспечения ВВС Украины, получил почётное наименование "имени Ивана Луценко".